# Black Sun (groupe)
Pour les articles homonymes, voir Black Sun.
Black Sun est un groupe équatorien de power metal, originaire de Guayaquil.

## Histoire

### Débuts
Inspirés par le thrash metal nord-américain et le power metal scandinave, le batteur Nicolás Estrada et les guitaristes Christopher Gruenberg et Xabier Diab se réunissent en 1999, répétant d'abord avec des chansons de Metallica, Megadeth, Helloween et HammerFall. Ils sont ensuite rejoints par Miguel Iturralde en tant que premier bassiste. Yamil Chedraui, du groupe local Spectrum, sera leur premier chanteur pendant une courte période, jusqu'à l'arrivée de Chemel Neme, qui sera le chanteur définitif du groupe, qui devient officiellement Black Sun en 2002. Luis Fernando Fabara, du groupe Demolición, remplacera plus tard Xavier Diab, enregistrant avec cette formation la première chanson du groupe, Metal Madness.

### Consolidation nationale
En 2004, Black Sun enregistre son premier album Tyrant from a Foreign Land, sorti en juillet 2005, et s'impose immédiatement sur la scène rock équatorienne avec les chansons Metal Madness, Just Like Fire et Sueños, entrant dans le top 25 des albums les plus vendus dans le pays par la défunte chaîne Tower Records. En 2006, le groupe est invité à ouvrir le concert du groupe espagnol Mägo de Oz à Quito.
En décembre 2010, avec désormais Santiago Salem à la basse, le groupe de Buenos Aires sort son deuxième album studio, Dance of Elders, préalablement enregistré à Hambourg, en Allemagne, dans le studio de Kai Hansen (Helloween, Gamma Ray), faisant la promotion de la chanson Dehumanized, avec un clip vidéo diffusé en 2012 par l'émission Unízono de la télévision équatorienne. Comme nouveauté, l'album comprend également une nouvelle version métal de la chanson La Pinta, La Niña y La Santa María, un original de Luis Padilla Guevara, qui est interprété par le chanteur d'Otavalo Jesús Fichamba lors du Festival international de la chanson de l'OTI en 1985.
Le 10 août 2012, Black Sun fait ses débuts au festival international de musique indépendante Quito Fest, aux côtés des groupes locaux Muscaria et Mortal Decisión, de CRY (es) (originaire d'Ambato), du groupe français The Walking Dead Orchestra et des Brésiliens de Torture Squad.

### The Puppeteer
En 2017, le groupe sort son troisième album studio, The Puppeteer, enregistré au cours de l'année 2016 aux Sonic Pump Studios à Helsinki, en Finlande, produit par Timo Tolkki (Stratovarius) et avec la participation des musiciens Netta Laurenne (au chant sur la chanson Let Me Be), Henning Basse (Firewind, Sons of Seasons), Nino Laurenne (Thunderstone) et Santtu Lehtiniemi. La chanson Let Me Be atteint une grande diffusion à l'intérieur et surtout à l'extérieur de l'Équateur, ce qui amène Black Sun à participer à plusieurs concerts internationaux avec le groupe grec Firewind et même avec Judas Priest. La chanson Robert the Doll est également promue à partir de cet album, avec un clip animé réalisé par Gustavo Argüello.
Pour leur quatrième œuvre, l'EP concept Silent Enemy, Black Sun contacte de nouveau Nino Laurenne, qui travaille en Équateur et en Finlande avec la collaboration de musiciens tels que Tony Kakko (Sonata Arctica), Mr (Lordi), Noora Lohuimo (Battle Beast), parmi d'autres artistes bien connus de la scène scandinave et balte. Netta Laurenne participe à cette occasion en tant que chanteuse principale sur le titre Still Alive, le premier single du nouvel album. Dans le cadre de la promotion de l'album, le groupe produit également un court métrage du même nom, toujours réalisé par Gustavo Argüello et interprété par les acteurs équatoriens Mare Cevallos et José Andrés Caballero.
Cependant, au cours de la première phase de production de Silent Enemy, Chemel Neme, le chanteur de Black Sun, quitte le groupe en raison de prétendues divergences musicales.

## Discographie
- 2005 : Tyrant from a foreign Land
- 2010 : Dance of Elders
- 2017 : The Puppeteer
- 2020 : Silent Enemy